# Saint-Jean-Kourtzerode
Saint-Jean-Kourtzerode là một xã trong vùng Grand Est, thuộc tỉnh Moselle, quận Sarrebourg, tổng Phalsbourg. Tọa độ địa lý của xã là 48° 45' vĩ độ bắc, 07° 11' kinh độ đông. Saint-Jean-Kourtzerode có điểm thấp nhất là 270 mét và điểm cao nhất là 338 mét. Xã có diện tích 1,58 km², dân số vào thời điểm 1999 là 485 người; mật độ dân số là 306 người/km².

## Thông tin nhân khẩu
| 1962 | 1968 | 1975 | 1982 | 1990 | 1999 | 2007 |
| ---- | ---- | ---- | ---- | ---- | ---- | ---- |
| 122  | 132  | 191  | 172  | 206  | 485  | 375  |